# Józef Jerzy Hylzen
Józef Jerzy Hylzen (Hülsen, Hylzen, Ilzen) herbu Hilzen (ur. 25 stycznia 1736, zm. 31 sierpnia 1786 w Rzymie), wojewoda mścisławski (od 1770), wojewoda miński (od 1767), kasztelan inflancki (od 1760), szambelan króla Augusta III, starosta brasławski, działacz wolnomularski.

## Życiorys

### Rodzina i młodość
Pochodził z rodziny, która przybyła w szeregach Zakonu Niemieckiego z Westfalii do Inflant około 1260 roku. Przez kilka wieków Hülsenowie pełnili służbę rycerską w strukturach zakonnych, a potem inflanckiej gałęzi zakonu krzyżackiego powstałej z dawnego zakonu kawalerów mieczowych. Kiedy w wyniku sekularyzacji i unii wileńskiej (1561) Inflanty oraz Księstwo Kurlandii i Semigalii związało się z Wielkim Księstwem Litewskim, a później Rzeczpospolitą Obojga Narodów rozpoczęła się stopniowa polonizacja rodu. Pod koniec XVII wieku razem z innymi inflanckimi rodami Hylzenowie przeszli na katolicyzm i stopniowo zdobywali urzędy w województwie inflanckim. Dziadek Jerzy Konstanty (1673–1737) był szambelanem Augusta II i starostą marienhauskim. Ojciec Jan August był kasztelanem inflanckim i wojewodą mińskim, a po śmierci pierwszej żony ożenił się około 1735 roku z Konstancją z Platerów, córką wojewody inflanckiego Jana Ludwika. Jan August oraz Konstancja oprócz Józefa Jerzego doczekali się trójki potomstwa: Justyniana, Anny Rozalii oraz nieznanej z imienia córki.
Józef Jerzy prawdopodobnie urodził się i wychował w położonej na granicy powiatu dyneburskiego i rzeżyckiego rodowej Dagdzie. Kiedy skończył trzynaście lat, ojciec zaprezentował go publicznie podczas promocji oraz dysputy filozoficznej akademików Uniwersytetu Wileńskiego w całości dedykowanej Józefowi Jerzemu. Edukacją Hylzena w pierwszym etapie kierował wykształcony i światły ojciec, a od 1750 roku Karol Wyrwicz. W jego towarzystwie Józef Jerzy w 1752 roku wyruszył w zagraniczną podróż. Po dotarciu do Wiednia od 28 października 1752 roku uczył się historii, filozofii, retoryki, matematyki i architektury w tamtejszym Collegium Theresianum. Po zdaniu egzaminów i opuszczeniu szkoły, w maju 1753 roku udał się do Paryża. W stolicy Francji uczęszczał na Akademię Francuską (gdzie fascynował się wykładami Jeana-Antoine’a Nolleta) oraz uczył się prywatnie jazdy konnej, szermierki, tańca, rysunku czy gry na flecie. W przerwach od zajęć zwiedzał kościoły, ogrody, pałace, kawiarnie, gabinety osobliwości, a także spotykał się z wieloma osobistościami – cesarzową Marią Teresą, królem Ludwikiem XV, książętami Rzeszy czy liczną w każdym mieście arystokracją. W czasie pobytu w Paryżu poznał także będącego tam przejazdem Stanisława Antoniego Poniatowskiego, przyszłego króla. Tym samym w czasie prawie dwuletniego Grand Tour Hylzen zwiedził Święte Cesarstwo Rzymskie, Francję, Niderlandy Austriackie i Republikę Zjednoczonych Prowincji.

### Kariera polityczna
Po powrocie z zagranicy w 1754 roku Hylzen został paziem i szambelanem Augusta III. W przerwach od służby dworskiej nieustannie podróżował między rodzinnymi Inflantami, Gdańskiem oraz Warszawą, uczył się prowadzenia majątków i poruszania wśród magnackiego towarzystwa. Wówczas zdobył również pierwsze doświadczenia polityczne, posłując jako stronnik królewski na sejm walny w 1754 i w 1756 roku z sejmiku dyneburskiego, a 1758 – brasławskiego. W listopadzie 1757 roku Jan August scedował na niego starostwo brasławskie, gdzie w następnych latach układał sejmiki deputackie i poselskie pod dyktando Jerzego Augusta Mniszcha, a także Radziwiłłów. W 1759 roku dzięki protekcji Michała Kazimierza Radziwiłła otrzymał nominację generalską, w 1760 roku dzięki rezygnacji Jana Justyniana Niemirowicza Szczytta został kasztelanem inflanckim, a w 1762 roku otrzymał Order Orła Białego. Po wejściu do senatu rozpoczął w pełni samodzielną działalność polityczną. Jej momentem zwrotnym stała się śmierć Augusta III. Hylzen jeszcze przed elekcją porzucił stronnictwo hetmańskie i przeszedł na stronę Stanisława Poniatowskiego. Po obraniu nowego władcy, Hylzen poprzez sejmikową współpracę z kanclerzem Michałem Fryderykiem Czartoryskim stopniowo odbudował swoją pozycję. Był elektorem Stanisława Augusta Poniatowskiego z Księstwa Inflanckiego w 1764 roku.
Po śmierci ojca (14 II 1767) odziedziczył nie tylko dobra oświejskie, ale król oddał mu wakujące województwo mińskie. 8 maja 1767 udekorowany został Orderem Świętego Stanisława. W tym też roku został marszałkiem Trybunału Głównego Wielkiego Księstwa Litewskiego. Jako przewodniczący Trybunału nie chciał przystąpić najpierw do konfederacji słuckiej i toruńskiej, a później radomskiej, oraz stanowczo sprzeciwiał się działalności politycznej Nikołaja Repnina. Na Sejmie Repninowskim został jednym z dwóch przewodniczących delegacji sejmowej. W burzliwym dla Rzeczypospolitej okresie konfederacji barskiej Hylzen był przeciwnikiem konfederatów i zwolennikiem Rosji. Popierany przez ambasadorów rosyjskich, szantażował króla, który zmuszony był obdarzyć go nowymi dostojeństwami. W 1768 roku wyznaczony z Senatu do Asesorii Wielkiego Księstwa Litewskiego. W 1770 roku został wojewodą mścisławskim. Mimo iż po pierwszym rozbiorze Hylzenowi udało się zachować większość majątków i urzędów, doszło do zastopowania jego kariery. Rozczarowany brakiem wyboru do Rady Nieustającej i brakiem kolejnych awansów, nieustannie prosił króla o promocję. W końcu zraził od siebie Stanisława Augusta, który od około 1775 roku przestał wspierać jego karierę. Kiedy liderem partii dworskiej na Litwie został Antoni Tyzenhauz, Hylzen nie chcąc mu się podporządkować, stopniowo odsuwał się od działalności politycznej. W 1776 roku podpisał akt konfederacji Andrzeja Mokronowskiego.

### Działalność masońska
30 kwietnia 1774 Hylzen wraz z Janem Łukaszem Thoux de Salverte, Karolem Henrykiem de Heykingiem oraz Jerzym Wielhorskim założył Towarzystwo Dobroczynne o nazwie „Zakon Przyjaciół Doświadczonych” („l’ Ordre des Amis à l’Épreuve”). Po przyjęciu kilku nowych członków kierownictwo „Zakonu” zapragnęło kierować lożą masońską sensu stricto. Dlatego jeszcze pod koniec 1774 roku przekształcone zostało w prowizoryczną i ukrytą lożę „Bon Pasteur”, która doczekała się także wileńskiej filii. Wkrótce grupa zaczęła dążyć do całkowitego wyzwolenia się spod wpływów niemieckich i stworzenia samodzielnej centrali wolnomularskiej na ziemiach Rzeczypospolitej. Przy poparciu wolnomularzy rosyjskich loża ujawniła się na forum wolnomularskim i utworzyła kierownictwo przyszłej obediencji. W ten sposób powstała Sublime Conseil Écossais du Grand Orient de Pologne (Wyższa Rada Szkocka Wielkiego Wschodu Polskiego), na czele której stanął Józef Jerzy. Zwieńczeniem kariery wolnomularskiej Hylzena było Wielkie Mistrzostwo loży „Katarzyna pod Gwiazdą Północną”. Obok działalności wolnomularskiej Hylzen przynależał również do różokrzyżowców.
Niestety względy zdrowotne spowodowały, że Hylzen w 1780 musiał porzucić życie lożowe i szukać ratunku poza krajem. Tym samym ostatnie sześć lat życia wojewoda spędził zagranicą, lecząc się i podróżując po Rosji (Petersburg, Ryga), Cesarstwie (Wiedeń), Francji (Paryż) oraz Włoszech (Rzym), gdzie zmarł i został pochowany. Przed śmiercią Hylzen zdążył sporządzić filantropijny testament, którego zapisy nigdy nie zostały zrealizowane.

## Majątki
Fundament fortuny Hylzena stanowiły dobra otrzymane od ojca w 1760 roku. Ich ognisko stanowiły trzy duże latyfundia położone obok siebie we wschodniej części województwa wileńskiego (Belmont) i zachodnio-północnej województwa połockiego (Hermanowicze). Natomiast po śmierci ojca wszedł w posiadanie położonego przy trakcie z Połocka do Rzeżycy Oświeja. Obok posiadania majątków prywatnych Hylzen dzierżawił dobra królewskie. Najważniejszym z nich było grodowe starostwo brasławskie. Jako jedno z pięciu powiatów województwa wileńskiego starostwo gwarantowało prestiż związany ze zwierzchnictwem nad tamtejszym sejmikiem i sądownictwem, a także zapewniało spore dochody z przysługującej staroście ekonomii. Znacznie mniejszy zysk płynął z położonego w województwie mazowieckim Kazunia oraz pruskiego Parchowa. Oprócz ojcowskich zapisów Józef Jerzy powiększył swój stan posiadania poprzez małżeństwo. Teresa Potocka wniosła mu położone w województwie sandomierskim dobra Przybyszówka. Starając się powiększyć ojcowskie dziedzicowo, Hylzen poprzez swoich zarządców i plenipotentów prowadził ożywioną politykę gospodarczą. Dokonywał wielu transakcji o charakterze czasowym, polegających na dzierżawieniu i wydzierżawianiu majątków czy udzielaniu kredytów pod zastaw majątkowy, i stałym (transakcje kupna–sprzedaży).

## Małżeństwo
Po nieudanych próbach zdobycia ręki Teofili Potockiej, córki wojewody kijowskiego Stanisława Potockiego, i Teofili Radziwiłłówny, córki Michała Kazimierza Radziwiłła, w 1761 roku Hylzen zaręczył się i ożenił w małopolskim Sędziszowie z Teresą Potocką, córką wojewody wołyńskiego Michała oraz jego drugiej żony Marcjanny z Ogińskich. Po ślubie młodzi zamieszkali w Belmoncie, gdzie Hylzen wybudował swój pałac. 10 stycznia 1762 roku „Kuryer Warszawski” donosił, że „JejMC pani Teresa z Potockich Hylzenowa, kasztelanowa inflancka, w dobrach swoich Bellemonte nazwanych szczęśliwie powiła syna, któremu przy obecności JejMCi pani wojewodziny mińskiej z wody ochrzczonemu imiona dano Jan Jerzy”. Niestety młody Hylzen z nieznanych przyczyn zmarł mniej więcej w trzecim roku życia, a więc około 1765 roku. Poza Janem Jerzym para nie doczekała się kolejnych dzieci i w stanie bezdzietnym żyła do 1777 roku, kiedy Teresa porzuciła Hylzena dla Szymona Kossakowskiego. Po rozwodzie podpisanym 24 maja w Warszawie Józef Jerzy drugi raz się nie ożenił, a jedynym spadkobiercą Hylzenów został Idzi, syn Justyniana Hylzena i Katarzyny Działyńskiej. Idzi jednak od narodzin był niepełnosprawny umysłowo i umarł w młodzieńczym wieku (1800), a wraz z jego śmiercią ród w linii męskiej wygasł.

## Twórczość

### Dzienniki
Hylzen pozostawił po sobie dwa obszerne dzienniki pisane w latach 1752–1754 oraz 1754–1759. Pierwszy z nich, Diarium a discessu meo Gedano Viennam 1752 15 septembris, to typowy dla epoki szlachecki diariusz podróży edukacyjnej. Pisany na bieżąco jako rezultat własnych przemyśleń i kronika codziennych wydarzeń (dzisiaj określany mianem dziennika intymnego) dokument przynosi dokładną relację z podróży Józefa Jerzego przez kraje Cesarstwa (Austria, Bawaria), Królestwo Francji (Paryż, Strasburg), Niderlandy (Bruksela, Amsterdam) i Prusy (Berlin). Drugi z dzienników to Kontynuacja diariusza od roku 1754 m[iesią]ca augusta 25 dnia we Gdańsku – barwny obraz początków kariery magnackiej, stawiania pierwszych kroków w działalności publicznej i aktywności towarzyskich Hylzena od powrotu z zagranicy do 1759 roku. Oba dzienniki po wygaśnięciu rodu prawdopodobnie znalazły się w bibliotece Kossakowskich w Wojtkuszkach lub którymś z księgozbiorów Platerów, skąd trafiły do biblioteki byłego Uniwersytetu Witolda Wielkiego w Kownie, a po II wojnie światowej przeniesione zostały do Biblioteki Uniwersytetu Wileńskiego.